# Кетрисановка
Кетрисановка (укр. Кетрисанівка) — село, центр Кетрисановской сельской общины Кропивницкого района Кировоградской области Украины.
Население по данным 2021 года составляло 1174 человек. Почтовый индекс — 27247. Телефонный код — 5257. Занимает площадь 4,804 км². Код КОАТУУ — 3520883801.

## Известные уроженцы
- Андоньев, Николай Федорович (1902—1967) — советский военачальник, генерал-майор.